# Seqed

Illustration de la mesure égyptienne de seqed pour la pente de la pyramide de Khéops.

Dans l'Égypte antique, le seqed d'une pyramide droite est une mesure de la pente d'une de ses faces triangulaires, l'angle de celle-ci vis-à-vis de l'horizontale}. Elle est définie par la longueur nécessaire pour rejoindre la face à l'horizontal après une élévation verticale à partir de celle-ci d'une coudée royale, ce qui correspond à notre moderne cotangente de l'angle d'élévation. Cela correspond  à l'inverse de notre mesure moderne de pente.
Une coudée royale est divisée en sept paumes de quatre doigts (en). Le seqed s'exprime en paumes, et éventuellement en doigts.
Par exemple, sur la base d'enquêtes modernes, les faces de la pyramide de Khéops ont un seqed de 5½ paumes, soit 5 paumes et 2 doigts. Cela équivaut en termes modernes à une pente de 1,27 ou 127%, et à un angle de 51,84° par rapport à l'horizontale.

## Description
Les papyrus les plus anciens actuellement retrouvés mentionnant le seqed datent du Moyen Empire (2033 à 1786 av. J.-C.). Toutefois les problèmes mathématiques du papyrus Rhind peuvent s’appliquer aux dimensions d’édifices érigés pendant l’Ancien Empire, entre la IIIe dynastie (2750 à 2675 av. J.-C.) et la VIe dynastie (2413 à 2250 av. J.-C.), ce qui indique une probable connaissance du Seqed à l’époque de leurs constructions.
Il est calculé à partir de la hauteur et du côté de la base d'une pyramide. Des informations sur l'utilisation du seqed dans la conception des pyramides ont ainsi été obtenues à partir de deux papyrus mathématiques : le papyrus Rhind, conservé au British Museum, et le papyrus de Moscou, conservé au musée des Beaux-Arts Pouchkine[réf. nécessaire].
La plus célèbre de toutes les pyramides d'Égypte est la pyramide de Khéops de Gizeh, construite vers 2550 avant notre ère. Sur la base des relevés de cette structure qui ont été effectués par William Flinders Petrie et d'autres, les pentes des faces de ce monument ont un seqed de 5½ paumes, ou 5 paumes et 2 doigts ce qui équivaut à une pente de 51,84° par rapport à l'horizontale,. Cette pente aurait pu été appliquée avec précision lors de la construction au moyen d'outils en bois avec des fils à plomb, marqués à la bonne inclinaison, de sorte que les pentes puissent être mesurées et vérifiées efficacement.
Selon les données de William Flinders Petrie dans The Pyramids and Temples of Gizeh, la pente moyenne du passage d'entrée de la pyramide de Khéops est 26° 31' 23" ± 5". C'est moins de 1/20 de degré d'écart par rapport à une pente de 1 sur 2, qui est 26° 33' 54", et qui équivaut à un seqed de 14. Cela est considéré par Flinders Petrie comme la pente intentionnellement appliquée par les constructeurs de l'Ancien Empire pour les passages internes[réf. nécessaire].

## Pentes des pyramides

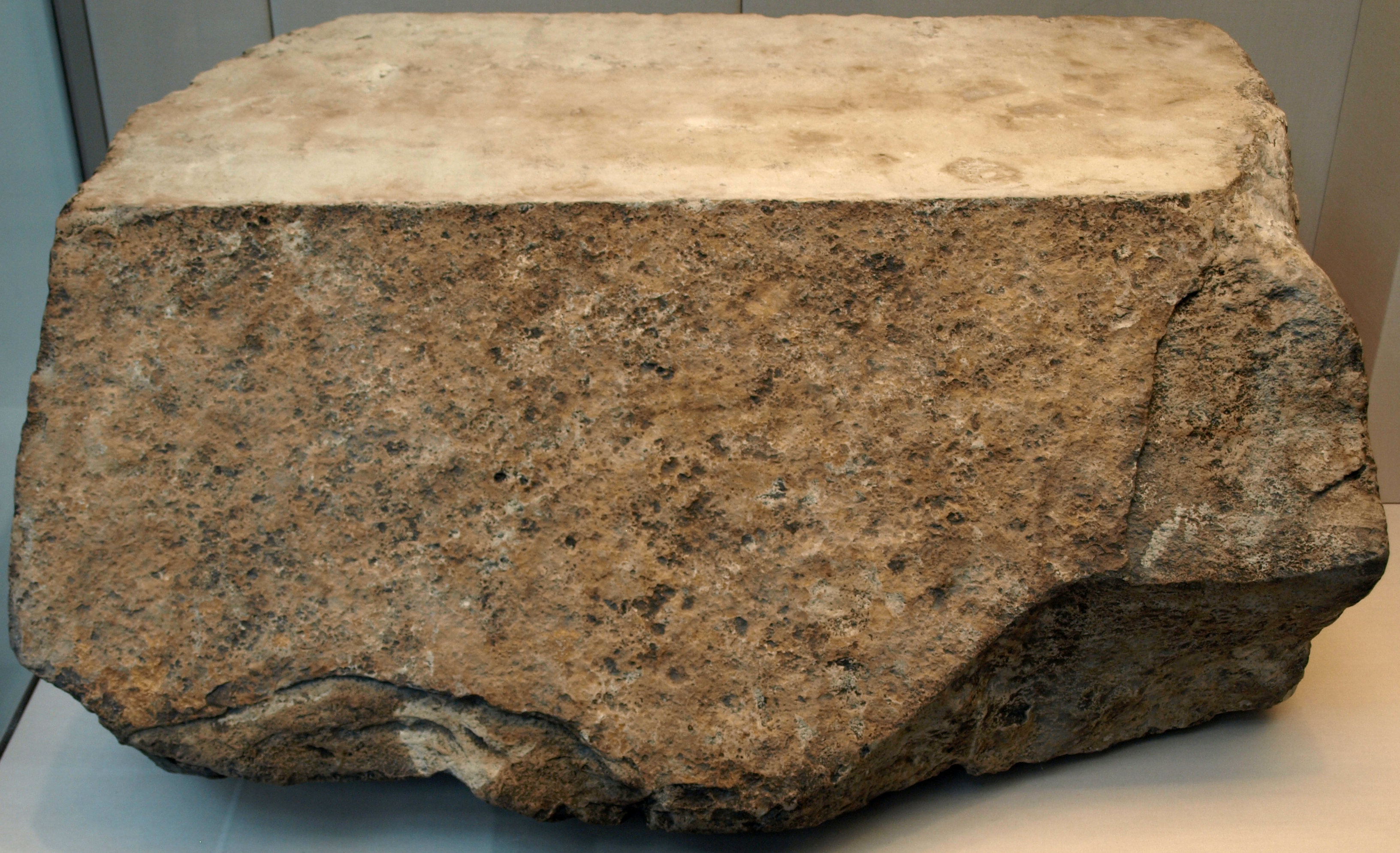
Pierre d'enveloppe de la pyramide de Khéops.

Le seqed d'une pyramide est décrit par Richard Gillings dans son livre Mathematics in the Time of the Pharaohs comme suit : 

« Le seqed d'une pyramide droite est l'inclinaison de l'une quelconque des quatre faces triangulaires par rapport au plan horizontal de sa base, et est mesuré comme autant d'unités horizontales par élévation d'une unité verticale. C'est donc une mesure équivalente à notre cotangente moderne de l'angle de pente. En général, le seqed d'une pyramide est une sorte de fraction, donnée comme autant de palmes horizontalement pour chaque coudée verticalement, où 7 palmes = 1 coudée. Le mot égyptien « seqed » est donc lié par sa signification et non par son origine à notre mot moderne « gradient » ».

La plupart des petites pyramides d'Égypte ont des pentes variables ; cependant, comme la pyramide de Khéops, il est estimé par Flinders Petrie que la pyramide de Meïdoum avait des côtés inclinés de 51,842 ° ou 51° 50' 35", soit un seqed de 5½ palmes.
Le professeur Iorwerth Eiddon Stephen Edwards considérait que cela avait été le choix de pente « normal » ou le plus typique pour les pyramides. Flinders Petrie a également noté la similitude de la pente de cette pyramide avec celle de la pyramide de Khéops, et les deux égyptologues ont considéré qu'il s'agissait d'un choix délibéré, reposant sur le désir de s'assurer que le circuit de la base des pyramides correspondait précisément à la circonférence d'un cercle qui serait balayée si la hauteur de la pyramide était utilisée comme rayon. Flinders Petrie écrit notamment « ces relations d'aires et de rapport circulaire sont si systématiques que nous devrions admettre qu'elles étaient dans le plan de conception du constructeur ».